# ウェストバージニア州会議事堂

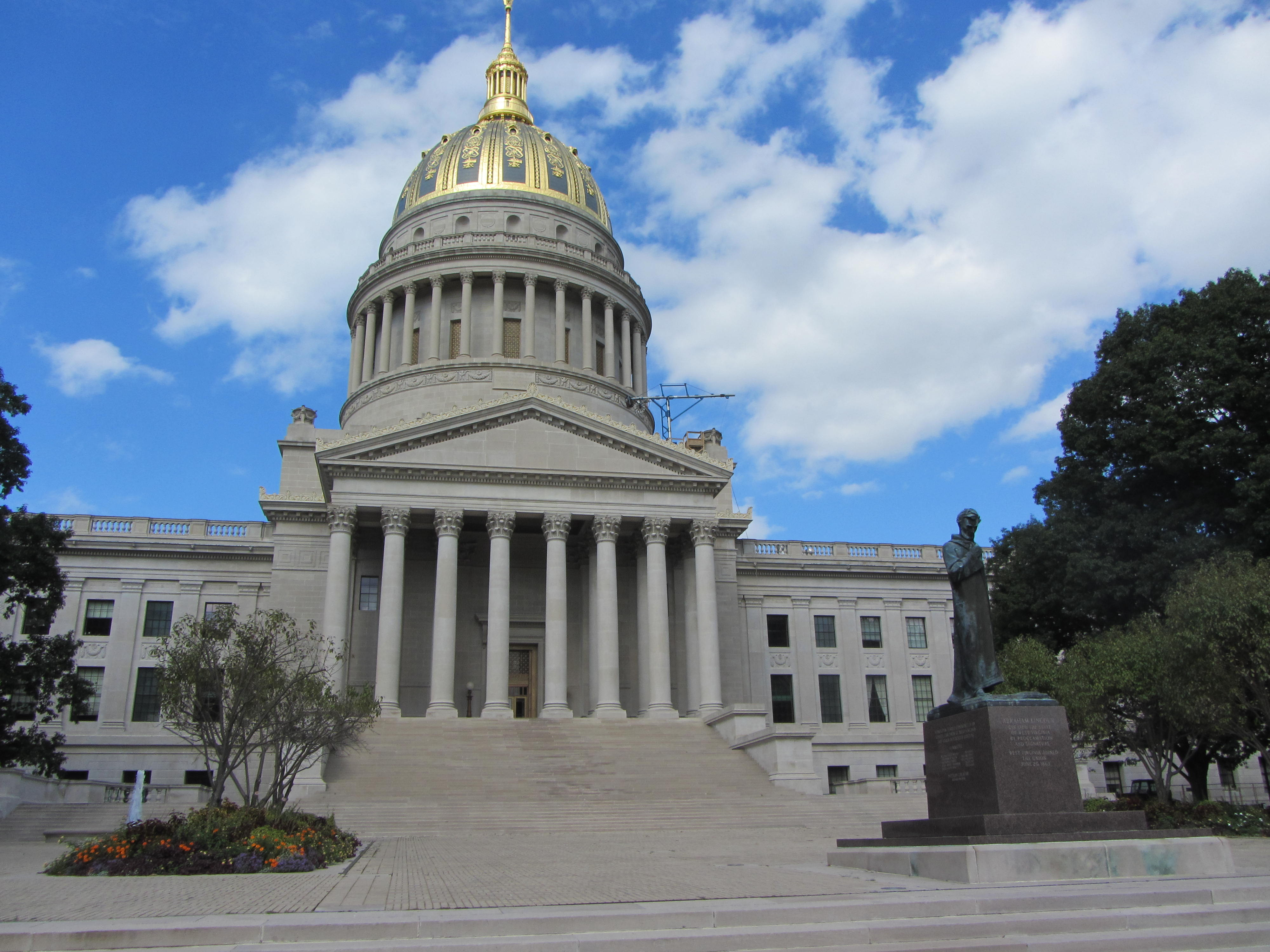
ウェストバージニア州会議事堂

ウェストバージニア州会議事堂（ウェストバージニアしゅうかいぎじどう、West Virginia State Capitol）は、アメリカ合衆国ウェストバージニア州の州都チャールストンに立地する同州議会の議事堂。庁舎内にはウェストバージニア州議会の上下両院の議場のほか、州知事室が置かれている。3階建ての庁舎は高さ292フィート（89m）で、ウェストバージニア州内では最も高い建築物である。
ウェストバージニア州会議事堂はチャールストンのダウンタウンの南東に建っている。庁舎はカナワ川に面し、敷地はカナワ大通り（国道60号線）、グリーンブライアー・ストリート、カリフォルニア・アベニュー、およびピードモント・ロードに囲まれている。正式には、敷地内をワシントン・ストリートが通っているが、敷地内ではこの通りは車両通行止めとされ、歩行者専用になっている。
庁舎は本館のほか、東西両端に本館に対して垂直方向に建てられ、地下階で低い土手道によってつながっているウィングを有し、上から見るとコの字型になっている。本館とウィングに囲まれた中庭には敷地内に3つある噴水のうちの1つが置かれている。庁舎の正面玄関前にはウェストバージニア州成立時の大統領であったエイブラハム・リンカーンの像が立っている。
敷地内には州会議事堂のほか、州知事官邸、文化センター、およびいくつかの州政府機関の庁舎が建てられている。また、カリフォルニア・アベニューを渡った東側にも州政府機関の庁舎が建ち並んでいる。また、敷地内には星条旗およびウェストバージニア州旗も立っている。敷地からカナワ川の河岸へと下る階段も設けられている。
南北戦争前は、ウェストバージニアはバージニア州の一部で、州都はリッチモンドに置かれていた。1861年にバージニア州が連邦を脱退すると、合衆国寄りであった州北西部の各郡がまとまって、1863年6月20日、バージニア州から分離独立する形でウェストバージニア州が成立した。しかし、州成立後もウェストバージニアの州都はなかなか定まらず、チャールストンとホイーリングとの間を行き来した。やがて1877年、州の住民投票によって最終的に州都がチャールストンと定められると、その8年後、1885年に最初の州会議事堂が開館した。この最初の庁舎は1921年に焼失し、突貫で2代目の庁舎が建てられたが、2代目の庁舎も1927年に焼失した。
3代目となる現在の州会議事堂庁舎は、1921年に州議会によって創設された、州会議事堂理事会の承認の下に建てられたものである。キャス・ギルバートが設計したライムストーン造のバフ色のこの庁舎は、総工費1,000万ドル弱で建てられた。当時の州知事ウィリアム・G・コンリーは、州成立からちょうど69年となった1932年6月20日にこの議事堂を開館した。1974年、この議事堂はウェストバージニア州知事官邸と共に国家歴史登録財に指定された。